# As Aventuras de Sherlock Holmes

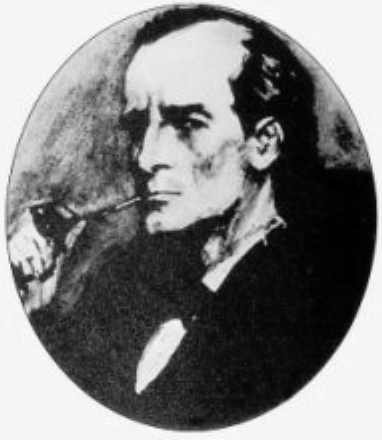
O detetive Sherlock Holmes

As Aventuras de Sherlock Holmes é uma coletânea de doze contos de aventuras do detetive Sherlock Holmes, publicada em 1892, escritos por Sir Arthur Conan Doyle. Os contos foram originalmente publicados na revista Strand Magazine, nos anos de 1891 e 1892, após o lançamento dos dois primeiros livros de Sherlock Holmes, Um Estudo em Vermelho (1887) e O Signo dos Quatro (1890). Portanto, temos neste livro da terceira à décima quarta das 62 histórias (4 romances e 58 contos) "oficiais" de Sherlock Holmes, ou seja, escritas por Conan Doyle.

## As aventuras
1. Um Escândalo na Boêmia (A Scandal in Bohemia) -  Julho de 1891. O rei da Boêmia contrata Holmes para recuperar um retrato comprometedor que está em mãos de uma ex-amante, Irene Adler.
2. A Liga dos Cabeças-vermelhas (The Red-Headed League) -  Agosto de 1891. Pelo simples fato de ter cabelos ruivos, Jabez Wilson consegue um emprego bem remunerado para transcrever artigos da Encyclopædia Britannica. Mas por trás daquela contratação existe uma intenção oculta.
3. Um Caso de Identidade (A Case of Identity) -  Setembro de 1891. Holmes investiga o sumiço do noivo de Miss Mary Sutherland.
4. O Mistério do Vale Boscombe (The Boscombe Valley Mystery) -  Outubro de 1891. O Inspetor Lestrade pede que Holmes solucione a morte do fazendeiro Charles McCarthy, aparentemente morto pelo filho.
5. As Cinco Sementes de Laranja (The Five Orange Pips) -  Novembro de 1891. História de uma família perseguida pela Ku Klux Klan norte-americana.
6. O Homem da Boca Torta (The Man with the Twisted Lip) -  Dezembro de 1891. . Neville St. Clair, um respeitável homem de negócios, desaparece, e a mulher afirma tê-lo visto na janela de uma casa de ópio. Holmes descobre que Neville levava uma vida dupla.
7. O Carbúnculo Azul (The Adventure of the Blue Carbuncle) -  Janeiro de 1892. Um carbúnculo (pedra preciosa) azul é roubado de uma suíte de hotel e encontrado na garganta de um ganso natalino.
8. A Banda Malhada (The Adventure of the Speckled Band) -  Fevereiro de 1892. A irmã de Helen Stoner morreu misteriosamente à noite em seu quarto e agora a própria Helen sente-se ameaçada pelo padrasto.
9. O Polegar do Engenheiro (The Adventure of the Engineer’s Thumb) -  Março de 1892. Um engenheiro é contratado para consertar uma máquina misteriosa num local ermo, no meio da noite. Desconfiado, faz perguntas indiscretas, ao que tentam matá-lo. Consegue fugir, mas tem o polegar decepado.
10. O Nobre Solteirão  (The Adventure of the Noble Bachelor) -  Abril de 1892. Sherlock Holmes desvenda o desaparecimento da noiva americana de Lord St. Simon logo após o casamento.
11. A Coroa de Berilos (The Adventure of the Beryl Coronet) - Maio de 1892. . Como garantia de um empréstimo, um banqueiro recebe uma coroa de berilos valiosíssimo, que resolve guardar em casa. No meio da noite, flagra o filho com a coroa na mão, da qual faltam algumas pedras.
12. As Faias Acobreadas (The Adventure of the Copper Beeches) -  Junho de 1892. Violet Hunter recebe uma oferta para ser governanta, por um salário anormalmente alto, numa casa misteriosa, que abriga um segredo. Desconfiada, aciona Sherlock Holmes.